# Elaphristis melanica
Elaphristis melanica là một loài bướm đêm trong họ Erebidae.